# Котопёс
«Котопёс» (англ. CatDog) — анимационный сериал, созданный в США и транслировавшийся по каналу Nickelodeon. Мультсериал рассказывает о выдуманном жёлто-рыжем животном: с одной стороны это пёс, а с другой — кот. Создатель сериала — Питер Хэннан.
Производство мультсериала велось с 1998 по 2000 год. После закрытия производства он всё ещё выходил в эфир до 2005 года.

## Структура серий

### Список серий
| Сезон | Серии | Серии | Сегменты | Даты показа     | Даты показа     |
| Сезон | Серии | Серии | Сегменты | Первая серия    | Последняя серия |
| ----- | ----- | ----- | -------- | --------------- | --------------- |
| 1     | 20    | 20    | 41       | 4 апреля 1998   | 29 октября 1998 |
| 2     | 20    | 20    | 43       | 15 февраля 1999 | 9 октября 1999  |
| 3     | 20    | 20    | 38       | 16 марта 2000   | 18 мая 2001     |
| 4     | 8     | 8     | 11       | 25 ноября 2001  | 15 июня 2005    |

Сюжет серий рассказывает о приключениях выдуманного животного-гибрида — Котопса, которого в родном городе не принимают, только потому, что он таким стал и таким родился. Котопёс — это две противоположности: Кот — рассудительный и ворчливый, а Пёс, наоборот, добрый и весёлый, но тем не менее, они любят друг друга, ведь они друзья. В самом мультсериале не сказано, откуда взялся Котопёс. В последней серии мультсериала сказано, что Котопса воспитали как своего ребёнка двое странных родителей — самка снежного человека и самец лягушки, которые даже не знали, откуда взялся этот двухголовый малыш, однако их унесло вихрем и они пропали, расставшись с родителями. С ними живёт сине-зелёный мышонок Уинслоу, который их нашёл и приютил у себя дома, хотя Кот не полюбил его, а вот Пёс привязался к нему. Их постоянно обижает банда Грязнуль — их главарь Клиффорд, глуповатый Люб и единственная девушка Пискля, которая тайно любит Пса и бьёт только Кота, а также мэр города кролик Рэнсид, который мечтает их рассоединить. У них также появляется соседка — ворона Лола.

## Персонажи
- Кот (англ. Cat, в оригинале озвучил Джим Каммингс, в русском дубляже — Валентин Смирнитский; Александр Воеводин в сериях ''Котодакула'', ''День дурачков'', ''Назад в школу'' и трёхсерийном эпизоде ''Великая тайна происхождения'') — манерный интеллектуал, привередлив в еде, чистюля до мозга костей, полная противоположность своего брата Пса. Мечтает быть обычным котом с собственными четырьмя лапами и хвостом, но очень привязан ко Псу. Всегда обдумывает свои поступки. Ужасно заботится о своей внешности, не радуется чужим успехам. Страдает раздвоением личности.
- Пёс (англ. Dog, в оригинале озвучил Том Кенни, в русском дубляже — Александр Воеводин) — наивный, добродушный и непоседливый до безобразия, полная противоположность своего брата Кота. Всегда подчиняется собственным инстинктам, обожает гоняться за грузовиками и почтальонами. Очень любит поесть, причём без разбору.
- Уинслоу (англ. Winslow, в оригинале озвучил Карлос Алазраки, в русском дубляже — Александр Рыжков; Александр Комлев в сериях ''Котодакула'' и ''День дурачков'') — мышонок, который живёт вместе с Котопсом, воспитал их, когда они оказались в его доме. Комплексуя из-за маленького роста и нелепой сине-зелёной расцветки, частенько пытается напакостить Котопсу, хотя Пёс очень не любит, когда Кот к нему плохо относится. В серии ''Котопёс в 3001 году'' становится сильным и большим диктатором.
- Кролик Рэнсид (англ. Rancid Rabbit, в оригинале озвучил Билли Уэст, в русском дубляже — Андрей Казанцев) — мэр города, зелёный кролик и главный антагонист сериала. В разных сериях занимает разные, но всегда руководящие роли. Носит деловой костюм, хотя скрывает под ним свой корсет, который удерживает его многокилограммовый жир. Ещё очень часто зарабатывает деньги, предлагая малые услуги за большую цену, то есть является типичным мошенником. Больше всего не любит Котопса и часто пытается отделаться от них любой ценой.
- Клифф (англ. Cliff, в оригинале озвучил Том Кенни, в русском дубляже — Александр Рыжков; Александр Комлев в серии ''Назад в школу'') — бульдог плотного телосложения. Его главная цель — избивать Котопса. Глава банды Грязнуль, в которую входят также Пискля и Люб. К Псу относится немного лучше, чем к Коту.
- Пискля (англ. Shriek Dubois, в оригинале озвучила Мария Бэмфорд, в русском дубляже — Лариса Некипелова) — собака женского пола из банды Грязнуль. Пудель. Происходит из знатной семьи Дюбуа. Втайне влюблена в Пса, поэтому бьёт только Кота.
- Люб (англ. Lube, в оригинале озвучил Карлос Алазраки, в русском дубляже — Андрей Казанцев) — член банды Грязнуль. Высокий пёс, очень глупый и слепо выполняющий все приказы Клиффа. В серии ''Очаровательная Лола'' выясняется, что он умеет говорить на испанском языке. С виду кажется милым и безобидным, но на самом деле такой же злой, как Клифф и Пискля. Любит Twix.
- Эдди Белка (англ. Eddie the Squirrel, в оригинале озвучил Дуайт Шульц, в русском дубляже — Андрей Казанцев; Александр Комлев в сериях ''Котодакула'' и ''День дурачков''; Александр Рыжков в серии ''Великая тайна происхождения. Часть 1'') — шкодливый бельчонок, который хочет, чтобы его приняли в банду Грязнуль, и поэтому старается вести себя, как собака.
- Мэрвис (англ. Mervis, в оригинале озвучил Джон Кассир, в русском дубляже — Андрей Казанцев) — высокий поросёнок худосочного телосложения, лучший друг Котопса. Часто появляется в паре с Данглапом. Подрабатывает почтальоном.
- Данглап (англ. Dunglap, в оригинале озвучил Джон Кассир, в русском дубляже — Александр Рыжков; Александр Комлев в сериях ''Котодакула'' и ''День дурачков'') — везучая в отношении работы ласка, лучший друг Котопса. Часто появляется в паре с Мервисом. В разных сериях имеет разные места работы.
- Рэндольф Грант (англ. Randolph Grant, в оригинале озвучил Билли Уэст, в русском дубляже — Александр Рыжков; Андрей Казанцев в сериях «Котодакула» и «День дурачков») — кот-модник, который своими манерами часто является объектом зависти Кота. В разных сериях имеет разное место работы, чаще всего является ведущим на телевидении. Его имя является очевидной пародией на Кэри Гранта.
- Таллула Хэдбанк (англ. Tallulah Headbank, в оригинале озвучили Андреа Мартин в серии ''Многогранный талант''; Мария Бэмфорд в сериях ''Ты уволен'', ''Котопёс-каскадёр'' и ''Старик Котопёс и море'' (не переведена на русский язык), в русском дубляже — Лариса Некипелова) — актриса и телеведущая, в которую по уши влюблён Кот. Её имя является очевидной пародией на Таллулу Бэнкхед.
- Лола Карикола (англ. Lola, в оригинале озвучила Ника Футтерман, в русском дубляже — Лариса Некипелова) — ворона латиноамериканского происхождения, поселившаяся по соседству с Котопсом. Фанатичная учёная. Нравится Коту и Псу.
- Весельчак (англ. Mr. Sunshine, в оригинале озвучил Билли Уэст, в русском дубляже — Александр Рыжков; Александр Комлев в сериях «Котодакула» и ''День дурачков'') — тихое серо-зелёное и однообразное антропоморфное существо неизвестного вида. Пессимист, вечно недовольный жизнью, полная противоположность своему имени.
- Боб-боец (англ. Mean Bob, в оригинале озвучил Билли Уэст, в русском дубляже — Александр Рыжков) — популярный супергерой, о котором снято много фильмов, выпускаются фигурки с его изображением и т. п.
- Двойняшки Ингрид (англ. Ingrid Twins, в оригинале озвучила Ларейн Ньюман, в русском дубляже — Лариса Некипелова) — шведские сёстры-близнецы, в которых влюблён Кот, но они больше интересуются Псом. Также они заинтересованы в знакомствах с теле- и кинозвёздами.